# Nationale Luchthaven Minsk
Nationale Luchthaven Minsk  (Wit-Russisch: Нацыянальны аэрапорт Мінск) is de grootste internationale luchthaven van Wit-Rusland. De luchthaven, die vroeger bekendstond als Minsk-2, bevindt zich 42 km ten oosten van de hoofdstad Minsk. De bouw van de luchthaven begon al in 1977, ter vervanging van de kleinere luchthaven Minsk-1, maar pas in 1982 vond de opening plaats. Belavia heeft de Nationale Luchthaven Minsk als thuisbasis en verzorgt van daaruit vluchten naar Aziatische en Europese bestemmingen, waaronder Schiphol. In 2008 had de Nationale Luchthaven Minsk 1.010.695 passagiers en in 2010 was dat gestegen naar 1.285.423. De kaap van twee miljoen reizigers werd overschreden in 2013 met 2.182.177 passagiers, in 2018 telde de luchthaven 4.536.644 passagiers.

## Bereikbaarheid

### Bus
Een Marsjroetka met lijnnummer 300 rijdt elke 30 minuten van het centraal en Moskovskii-busstation naar de luchthaven. Deze rit duurt 1 uur en 20 minuten  tot 1 uur en 40 minuten.  

### Taxi
De luchthaven is ook bereikbaar via een taxi. Het gebruik kost zo'n 20 tot 40 euro en de rit duurt circa 40 minuten.

## Ongelukken en incidenten
- Op 1 februari 1985 is een toestel van Aeroflot met bestemming Sint-Petersburg neergestort in een bos vlak na het opstijgen. Van de 80 inzittenden overleefden slechts 22 de crash.
- Op 26 oktober 2009 crashte een vliegtuig van S-air toen het Minsk Airport naderde, alle 5 inzittenden kwamen om.
- Op 23 mei 2021 werd Ryanair-vlucht 4978 van Athene naar Vilnius gedwongen om te landen in Minsk omwille van een valse bommelding. Na de landing werd Wit-Russisch oppositielid Roman Protasevitsj gearresteerd. Dit leidde tot heftige internationale reacties.